# 通谷站
通谷站（日语：／ Tōritani eki */?）是位於福岡縣中間市太賀一丁目，筑豐電氣鐵道筑豐電氣鐵道線車站。車站編號為CK11。

## 歷史
- 1964年（昭和39年）12月27日 - 車站啟用。
- 1982年（昭和57年）12月28日 - 下行月台向筑豐直方站一方遷移60米。

## 車站構造
車站是一座地面車站，設有2面2線的相對式月台。此站是無人車站。上行月台設有商店（現時正在招租）。此站設有定期票售票處。

### 月台
| 月台 | 路線        | 方向                 | 備註 |
| ---- | ----------- | -------------------- | ---- |
| 1    | ■筑豐電鐵線 | 楠橋、筑豐直方方向   |      |
| 2    | ■筑豐電鐵線 | 永犬丸、黑崎站前方向 |      |

※實際上沒有月台編號，上述的編號只用作列車運輸指令上使用。

## 使用狀況
在2019年度，1日平均上下車人次為1,677人。以下為近年1日平均乘車人次列表。
| 年度               | 1日平均 乘車人次 | 1日平均 上下車人次 |
| ------------------ | ---------------- | ------------------ |
| 2008年（平成20年） |                  | 2,547              |
| 2009年（平成21年） |                  | 2,377              |
| 2010年（平成22年） |                  | 2,153              |
| 2011年（平成23年） | 1,077            | 2,196              |
| 2012年（平成24年） | 932              | 1,835              |
| 2013年（平成25年） | 1,092            | 2,165              |
| 2014年（平成26年） | 1,040            | 2,062              |
| 2015年（平成27年） | 994              | 1,968              |
| 2016年（平成28年） | 1,001            | 1,977              |
| 2017年（平成29年） | 978              | 1,932              |
| 2018年（平成30年） | 816              | 1,670              |
| 2019年（令和元年） |                  | 1,677              |

## 車站周邊
車站位於中間市東部。車站周邊原本不是市中心，在1970年代後期開始建設商業設施。
- 筑豊電氣鐵道總部（鄰接）
- 福岡迴聲信用金庫（日语：福岡ひびき信用金庫） 中間分店（北邊鄰接）
- 西日本都市銀行 中間分店（西北方步行2分鐘）
- 遠賀信用金庫（日语：遠賀信用金庫）（西北方步行9分鐘）
- 井筒屋（日语：井筒屋）中間店（西北方步行5分鐘）
- AEON中間店（日语：イオンなかま店）（西北方步行5分鐘）
- COSMOS藥品（日语：コスモス薬品）Discount COSMOS藥品春日台店（東邊步行5分鐘）
- 中間市東部出張所（西邊鄰接）
- 中間通谷郵局（西南方步行2分鐘）
- 中間和諧堂（西北方步行12分鐘）
- 新中間醫院（東方步行5分鐘）
- 中間溫泉（東方步行5分鐘）
- 中間市立醫院（西北步行約12分鐘）
- 福岡縣立中間高等學校（日语：福岡県立中間高等学校）（東南方步行約15分鐘）
- 中間市立中間南中學（東南步行20分鐘）
- 九州旅客鐵道（JR九州）中間站（步行約15分鐘）

## 巴士路線
- 西鐵巴士（日语：西鉄バス）（西鐵巴士北九州（日语：西鉄バス北九州））「通谷電停」巴士站 - 中間市內行走的路線
  - 61,67：塔野口 → 筑鐵中間
  - 61：中間和諧堂 → JR中間站前 → 鳥森 → 筑鐵中間、香月營業所（日语：西鉄バス北九州・香月自動車営業所）
  - 67：中間和諧堂 → JR中間站前 → 岩瀬 → 中鶴 → 中間駅西口 → 新手 → 筑鐵中間·香月營業所

## 相鄰車站
筑豐電氣鐵道
筑豐電氣鐵道線
西山（CK10）－通谷（CK11）－東中間（CK12）

## 注腳
1. ↑  鉄道事業｜企業・グループ情報《西鉄について》 （页面存档备份，存于）（日語） 令和元年度 駅別乗降人員
2. ↑   (PDF). 中間市.   [2020-05-28]. （原始内容 (PDF)存档于2021-04-16） （日语）.
3. ↑  平成24年度版 九州運輸要覧 （页面存档备份，存于）（日語） - 2020年9月19日參閲
4. ↑  平成24年度版 九州運輸要覧 （页面存档备份，存于）（日語） - 2020年9月19日參閲
5. ↑  平成24年度版 九州運輸要覧 （页面存档备份，存于）（日語） - 2020年9月19日參閲
6. ↑  平成24年度版 九州運輸要覧 （页面存档备份，存于）（日語） - 2020年9月19日參閲
7. ↑  平成24年度版 九州運輸要覧 （页面存档备份，存于）（日語） - 2020年9月19日參閲
8. ↑  平成24年度版 九州運輸要覧 （页面存档备份，存于）（日語） - 2020年9月19日參閲
9. ↑  平成24年度版 九州運輸要覧 （页面存档备份，存于）（日語） - 2020年9月19日參閲
10. ↑  令和元年度版 九州運輸要覧 （页面存档备份，存于）（日語） - 2020年9月19日參閲